# Л’Энгл, Мадлен
Мадлен Л’Энгл (англ. Madeleine L'Engle; 29 ноября 1918[…], Нью-Йорк, Нью-Йорк — 6 сентября 2007[…], Литчфилд) — американская писательница, известная рассказами для детей и взрослых и в особенности циклом романов: «Излом времени», «Ветер на пороге», «Быстро вращается планета», «Большие воды», «Острова во времени». Работы писательницы отражают её религиозные взгляды и интерес к современной науке.

## Биография

### Ранние годы
Мадлен Л’Энгл родилась 19 ноября 1918 года в Нью-Йорке. Имя она получила в честь прабабушки. Мать писательницы также звали Мадлен; она была пианисткой. Её отец, Чарльз Уодсворт Кэмп, был писателем, критиком и иностранным корреспондентом. По словам Мадлен, её отец подвергся атаке горчичным газом во время Первой Мировой Войны, что привело к повреждению его легких. Впоследствии другие родственники писательницы оспаривали эту информацию. Её дедушка по материнской линии, Бион Барнетт, был одним из основателей Барнет Банк в Джэксонвилле, Флорида.
В возрасте пяти лет Мадлен Л’Энгл написала свой первый рассказ, а в восемь лет начала вести собственный дневник. Но эти первые шаги в литературе не сказались на её успехе в частной школе Нью-Йорка, где она училась. Учителя считали её стеснительной, неуклюжей и даже глупой девочкой. Поэтому Мадлен Л’Энгл все время проводила за книгами и написанием своих рассказов. У родителей часто возникали споры по поводу воспитания Мадлен, и в результате юной писательнице приходилось посещать разные школы-интернаты, и быть под присмотром гувернанток. Семья Л’Энглов часто переезжала. Когда они поселились в шато близ Французских Альп, Мадлен Л’Энгл описала свою надежду на то, что чистый воздух может помочь больным лёгким её отца. Там Мадлен отправили в Швейцарскую школу-интернат. Однако в 1933-м бабушка писательницы заболела, и семье пришлось переехать ближе к Джэксонвиллю, Флорида. Мадлен Л’Энгл начала посещать другую школу-интернат в Чарлстоне. Её отец умер в 1935, но Мадлен не успела прибыть домой, чтобы попрощаться с ним.

### Дальнейшая жизнь
Мадлен Л’Энгл училась в Колледже Смита с 1937 по 1941. С отличием окончив колледж, писательница переехала в Нью-Йорк. В 1942 году, на постановке пьесы Антона Чехова «Вишнёвый сад», она познакомилась с актёром Хью Франклином. Через год после публикации её первого романа «Дождик» Мадлен вышла за него замуж. В 1947 году у них родилась дочь Жозефина.
В 1952 они переехали в старый фермерский дом в Гошене, штат Коннектикут. Так как Франклин больше не работал актёром, они приобрели и оборудовали небольшой универсальный магазин; Мадлен всё ещё занималась литературой. В том же году у них родился сын Бион. Четыре года спустя их друзья погибли, оставив семилетнюю дочь Марию, которую Франклины в скором времени удочерили. В тот же период времени, Мадлен Л’Энгл возглавляла хор в местной конгрегациональной церкви.

### Карьера
В ноябре 1958 года Мадлен Л’Энгл решилась покончить с писательской деятельностью — после того, как получила очередной отказ от издателей. «Проводя столько времени за работой, я всё же не могла окупить свои труды». Вскоре она осознала, что просто не может остановиться, и продолжила писать.
В 1959 году Мадлен с семьей решили переехать обратно в Нью-Йорк, чтобы муж мог продолжить актёрскую карьеру. Перед переездом семья отправилась в десятинедельный поход с палатками, во время которого писательница придумала идею своей самой популярной книги «Трещина во времени». Она закончила этот роман в 1960 году. Мадлен получила более трех отказов на публикацию, прежде чем отдала его Джону К. Фаррару. Роман был напечатан в 1962.
С 1960 по 1966 (а затем в 1989 и 1900) Мадлен Л’Энгл преподавала в школе Святой Хильды и Святого Хью в Нью-Йорке. В 1965 году она работала добровольцем в библиотеке Собора Иоанна Богослова там же в Нью-Йорке. Позже она долгое время преподавала литературу в том же соборе. В 1960-е, 1970-е и 1980-е годы, Мадлен Л’Энгл написала десятки книг для детей и взрослых. Одна из её книг для взрослых была «Two-Part Invention», написанная после смерти её мужа от рака в 1986 году. Это были воспоминания о её жизни в браке.

### Последние годы
В 1991 году Мадлен Л’Энгл серьёзно пострадала в автомобильной аварии. Но уже к 1992 году она полностью оправилась и была готова к путешествию в Антарктиду. Её сын, Бион Франклин, умер в декабре 1999 года на 48-м году жизни.
В последние годы Мадлен уже не могла путешествовать или преподавать из-за остеопороза, который обострился после кровоизлияния в мозг, перенесённого ею в 2002 году. Она также отказалась от своих семинаров и публичных выступлений. После 2001 года были опубликованы сборники её рассказов, которые не печатались раньше.
Мадлен Л’Энгл умерла 6 сентября 2007 года в доме престарелых недалеко от её дома в Литчфилде, штат Коннектикут. Она похоронена в Соборе Иоанна Богослова в Нью-Йорке.

## Произведения
- «Дождик» (1945)
- «Оба были молодыми» (1949)
- «Познакомьтесь с Остинами» (1960)
- «Трещина во времени» (1962)
- «Полуночная луна» (1963)
- «За 24 дня до Рождества» (1964)
- «Юный единорог» (1968)
- «В кольце покоя» (1972)
- «Ветер на пороге» (1973)
- «Лето у прабабушки» (1974)
- «Иррациональный период» (1977)
- «Кренящаяся планета» (1978)
- «Кольцо вечного света» (1980)
- «Ходить по воде» (1980)
- «Изобретение в двух частях» (1988)

### Экранизации
- Роман «Излом времени» экранизировался дважды:
  - «Скачок во времени[англ.]» (американо-канадский телефильм, 2003)
  - «Излом времени» (фильм компании «Дисней», 2018)
- «Кольцо бесконечного света[англ.]» (фильм канала Disney, 2002)
- «Камилла Дикинсон» (США, 2012)